# Уэйн (Небраска)
Уэйн (англ. Wayne) — город и административный центр округа Уэйн в штате Небраска в Соединённых Штатах Америки.

## История
Уэйн был основан в 1881 году, когда до этой точки была продлена железная дорога Чикаго, Сент-Пол, Миннеаполис и Омаха. Город был назван по названию округа Уэйн.

## География
По данным Бюро переписи населения США, общая площадь города Уэйн составляет 2,25 квадратных миль (5,83 км2), из которых 2,21 квадратных миль (5,72 км2) приходится на сушу и 0,04 квадратных мили (0,10 км2) — на водную поверхность.